# Alta Savoia
L'Alta Savoia (74) (Haute-Savoie en francès i Savouè d'Amont en francoprovençal) és un departament francès situat a la regió d'Alvèrnia-Roine-Alps. La capital n'és Annecy.
Històricament formava, amb el departament de Savoia, el comtat i posteriorment ducat de Savoia, part del Regne de Sardenya fins a l'any 1860, en què esdevingué el darrer territori metropolità annexionat a França.

## Geografia
El departament de l'Alta Savoia forma part de la regió d'Alvèrnia-Roine-Alps. Limita amb els departaments de l'Ain a l'oest i de la Savoia al sud, així com amb Itàlia al sud-est i Suïssa al nord i est.
El relleu eminentment muntanyós inclou el Massís del Mont Blanc, sostre del continent europeu amb 4.807 metres d'altitud. En canvi, el nord del departament presenta un relleu més suau a les ribes del llac Leman.
El clima predominant és el d'alta muntanya, tot i que cap al sud es poden reconèixer certa influència del clima mediterrani i a la plana del Leman característiques climàtiques pròpies del clima continental.
Les aglomeracions més poblades, segons les dades de l'any 2013 són Annemasse (300.200 hab.) i Annecy (225.173 hab.).

## Política
Un prefecte nomenat pel govern de França és l'alta representació estatal i un consell departamental de 34 membres escollits per sufragi universal nomena un president, que deté el poder executiu, i 10 vicepresidents. Les principals atribucions del Consell Departamental són votar el pressupost del departament i escollir d'entre els seus membres una comissió permanent, formada per un president i diversos vicepresidents, que serà l'executiu del departament.
Des de 2015, la composició política d'aquesta assemblea és la següent:
- Divers droite: 15 consellers,
- Els Republicans: 14 consellers,
- Els Centristes: 5 consellers

L'any 2015, fou reelegit com a president del Consell General Ernest Nycollin (UMP), que ocupa aquest càrrec des de 1998.